# Schlangenkopffische
Die Schlangenkopffische (Channidae, Syn. Ophicephalidae) sind eine Raubfischfamilie, die mit zwei rezenten Gattungen und etwa 50 Arten Süßgewässer des tropischen Afrika sowie Südasiens und Ostasiens bewohnt. Es sind schlanke Fische, die sich von Wasserinsekten, Mollusken sowie Fischen ernähren. In Asien und Afrika werden Schlangenkopffische als Speisefische in Aquakulturen gezüchtet.

## Merkmale
Schlangenkopffische haben einen massigen, walzenförmigen und langgestreckten Körper mit langer Rücken- und Afterflosse. Sie werden 15 Zentimeter bis 1,83 Meter lang und haben Rund- oder Kammschuppen. Bauchflossen sind normalerweise vorhanden und werden von sechs Flossenstrahlen gestützt. Die Bauchflossen liegen hinter den Brustflossen. Bei einigen Channa-Arten können sie fehlen (C. asiatica, C. bleheri, C. burmanica, C. orientalis). Ursprünglich wurden die bauchflossenlosen Arten als Channa, Scopoli, 1777, geführt, die Arten mit Bauchflossen als Ophicephalus, Bloch, 1793. Die bauchflossenlosen Arten bilden jedoch keine monophyletische Gruppe. Das Merkmal ist mindestens dreimal unabhängig voneinander entstanden. Die Schwanzflosse aller Schlangenkopffische ist abgerundet. Alle Flossen sind ohne Stacheln. Der wegen des großen Mauls und der großen Schuppen als schlangenartig erscheinende Kopf ist etwas abgeflacht, der Unterkiefer steht etwas vor. Die äußeren Nasenlöcher sind oft röhrenartig verlängert. Ein Suprabranchialorgan im Kiemenraum, das aus einem reich gefalteten und gut durchbluteten Epithel besteht, ermöglicht ihnen Luft zu atmen. Die erste Platte des Suprabranchialorgans wird von der Epibranchiale des ersten Kiemenbogens gebildet, während die zweite eine Verbreiterung der Hyomandibulare ist. Die Schwimmblase ist lang und reicht bis in den Schwanzflossenstiel. Schlangenkopffische sind Physoclisten, haben also eine geschlossene Schwimmblase.

## Verbreitung

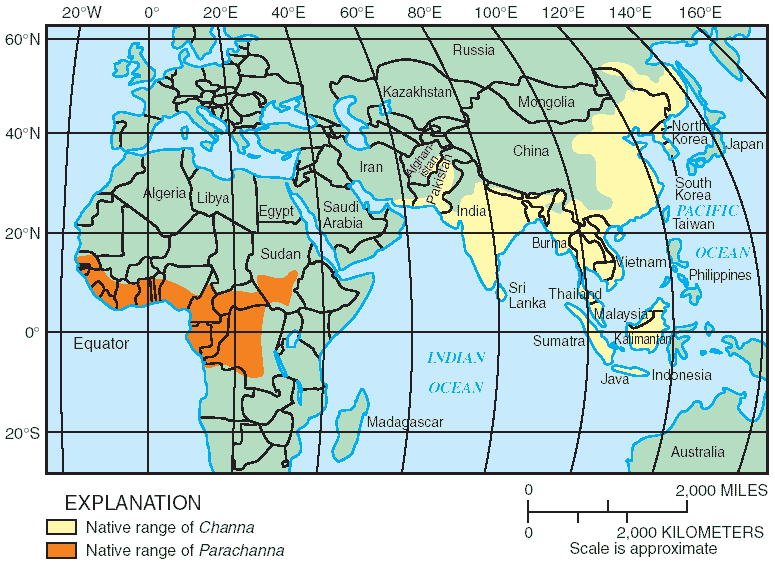
Verbreitung der Schlangenkopffische

Schlangenkopffische kommen im tropischen Afrika und in Süd-, Südost- und Ostasien vor. Das Verbreitungsgebiet in Afrika beginnt im Westen im Senegal und erstreckt sich dann durch das gesamte Westafrika südlich der Sahelzone durch Kamerun und die Zentralafrikanische Republik bis in den Südsudan. Außerdem kommen Schlangenkopffische im westlichen und zentralen Kongobecken vor.
In Südasien beginnt das Verbreitungsgebiet mit dem Stromgebiet des Indus und erstreckt sich dann über Indien, Südostasien, einschließlich Sumatra, Kalimantan und Java. Jenseits der Wallace-Linie kamen Schlangenkopffische ursprünglich nicht vor. In Ostasien kommen Schlangenkopffische im östlichen China, in Korea, im Stromgebiet des Amur und im Chankasee vor.

## Bedeutung als Neozoon
Auf Madagaskar, Sulawesi, den Philippinen, Taiwan, Japan, in die zentralasiatischen Flüsse Amudarja, Syrdarja, Qashqadaryo und Talas, auf Hawaii sowie in Florida und anderen Staaten an der Atlantikküste der USA wurden sie vom Menschen ausgesetzt und haben inzwischen stabile, sich reproduzierende Populationen gebildet. In einigen dieser Gebiete sind die Schlangenkopffische zu einer Gefahr für die einheimische Fischfauna geworden.

## Fortpflanzung
Grundsätzlich sind Schlangenkopffische monogam lebend. Beginnend mit der sexuellen Reife bilden sich Paare, die zeitlebens zwecks gemeinsamer arbeitsteiliger Brutpflege zusammen bleiben. Bei Schlangenkopffischen gibt es freilaichende und maulbrütende Arten. Besonders die kleineren Schlangenkopffische, auch Zwergschlangenköpfe genannt, sind fast ausnahmslos Maulbrüter. Dagegen ist keine Art von mehr als 40 cm bekannt, die nicht freilaichend wäre.
Der eigentliche Laichakt gleicht dem der verwandten Labyrinthfische. Wenn sich ein Paar und das Männchen einen Laichplatz gefunden hat, finden solange Scheinpaarungen statt, bei welchen das Männchen das Weibchen umschlingt, bis sich die Synchronisation der Abgabe der Geschlechtsprodukte eingestellt hat. Bei freilaichenden Arten ist das Ei mit einem Ölfleck gefüllt, der es an die Wasseroberfläche treibt. Bei maulbrütenden Arten nimmt das Männchen die Eier ins Maul.
So gut wie ausschließlich bewachen die Männchen die oft vieltausendfache Brut. Bei maulbrütenden Arten nimmt das Vatertier die Brut noch teilweise wochenlang nach dem eigentlichen Ausbrüten der Eier ins Maul auf, um sie z. B. nicht der Gefahr von Bruträubern auszusetzen. Während der Zeit der Aufzucht kontrolliert das Weibchen den Außenbezirk um die Vaterfamilie, teilweise sogar ausgesprochen aggressiv. Bei den Fischern Thailands z. B. ist der mit einem europäischen Hecht zu vergleichende Channa micropeltes während seiner Laichzeit wegen seiner Attackierfreudigkeit gefürchtet.
Bei maulbrütenden Schlangenkopffischen ist auch schon beobachtet worden, dass das Weibchen die Brut mit ihren eigenen unbefruchteten Eiern füttert.

## Äußere Systematik
Die Schlangenkopffische bilden zusammen mit den Aenigmachannidae die Unterordnung Channoidei (Schlangenkopffischverwandte). Diese wurde bisher meist in die Ordnung der Barschartigen (Perciformes) eingeordnet. Zusammen mit den Labyrinthfischen (Anabantoidei), die in etwa das gleiche Verbreitungsgebiet haben, und den neu aufgestellten Nandoidei (Blau-, Nander- und Sägeschuppenbarsche) bilden die Schlangenkopffische jedoch eine monophyletische Gruppe, die Ordnung der Kletterfischartigen (Anabantiformes). Als diagnostisches Merkmal dient vor allem das Suprabranchialorgan zur zusätzlichen Luftatmung.

## Innere Systematik

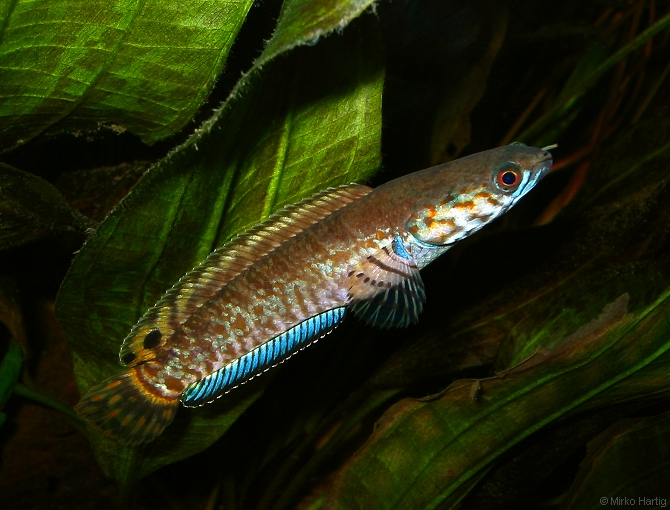
Channa bleheri

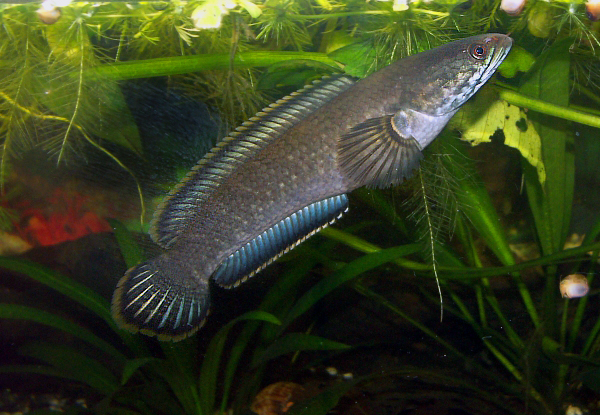
Channa gachua

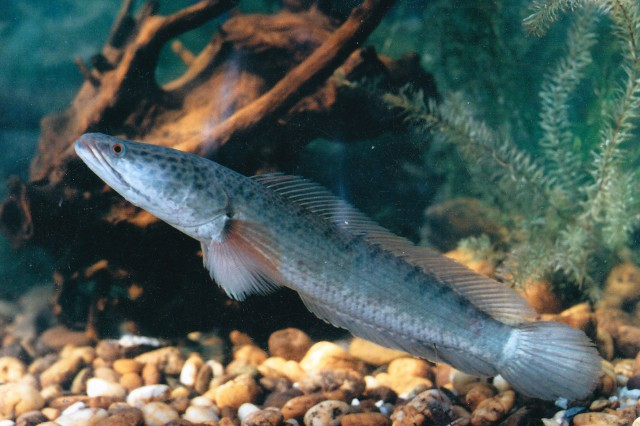
Channa striata

Es gibt zwei Gattungen, Channa in Süd- und Ostasien und Parachanna in West- und Zentralafrika.
- Asiatische Schlangenkopffische (Channa, Syn. Ophicephalus)
  - Channa amari Dey et al., 2019
  - Channa amphibeus (McClelland, 1845)
  - Channa andrao Britz, 2013
  - Argus-Schlangenkopffisch (Channa argus (Cantor, 1842))
  - Asiatischer Schlangenkopffisch (Channa asiatica (Linnaeus, 1758))
  - Channa aurolineata (Day, 1870)
  - Channa aurantimaculata Musikasinthorn, 2000
  - Channa aurantipectoralis Lalhlimpuia et al., 2016
  - Channa auroflammea Adamson et al., 2019
  - Bangka-Schlangenkopffisch (Channa bankanensis (Bleeker, 1852))
  - Channa barca (Hamilton, 1822)
  - Channa bipuli Praveenraj et al., 2018
  - Blehers Schlangenkopffisch (Channa bleheri) Vierke, 1991
  - Channa brahmacharyi Chakraborty, Yardi & Mukherjee, 2020
  - Channa burmanica Chaudhuri, 1916
  - Channa coccinea Britz, Tan & Lukas, 2024[10]
  - Channa cyanospilos (Bleeker, 1853)
  - Channa diplogramma (Day, 1865)
  - Asiatischer kleiner Schlangenkopf (Channa gachua (Hamilton, 1822))
  - Channa hoaluensis Nguyen, 2011
  - Channa harcourtbutleri (Annandale, 1918)
  - Channa lipor Praveenraj et al., 2019
  - Channa longistomata Hao, Tien & Phuong, 2012
  - Glänzender Schlangenkopffisch (Channa lucius (Cuvier, 1831))
  - Channa maculata (Lacépède, 1801)
  - Channa marulioides (Bleeker, 1851)
  - Channa marulius (Hamilton, 1822)
  - Channa melanoptera (Bleeker, 1855)
  - Channa melanostigma Geetakumari, K. & Vishwanath, 2011
  - Channa melasoma (Bleeker, 1851)
  - Großer Schlangenkopffisch (Channa micropeltes (Cuvier, 1831))
  - Channa ninhbinhensis Nguyen, 2011
  - Channa nox Zhang, Musikasinthorn & Watanabe, 2002
  - Ceylon-Schlangenkopffisch (Channa orientalis Bloch & Schneider, 1801)
  - Channa ornatipinnis Britz, 2007
  - Channa panaw Musikasinthorn, 1998
  - Channa pardalis Knight, 2016
  - Augenfleck-Schlangenkopffisch (Channa pleurophthalma (Bleeker, 1851))
  - Channa pomanensis Gurumayum & Tamang, 2016
  - Channa quinquefasciata Praveenraj et al., 2018
  - Channa pseudomarulius (Günther, 1861)
  - Channa pulchra Britz, 2007
  - Punktierter Schlangenkopffisch (Channa punctata (Bloch, 1793))
  - Channa pyrophthalmus Britz, Tan & Lukas, 2024[10]
  - Channa quinquefasciata Praveenraj et al., 2018
  - Channa rakhinica Britz, Tan & Lukas, 2024[10]
  - Channa rara Britz et al., 2019
  - Channa royi Praveenraj et al., 2018
  - Channa rubora Britz, Tan & Lukas, 2024[10]
  - Channa shingon Endruweit, 2017
  - Channa stewartii (Playfair, 1867)
  - Quergestreifter Schlangenkopffisch (Channa striata (Bloch, 1793))
  - Channa stiktos Lalramliana et al., 2018
  - Channa torsaensis Dey et al., 2019

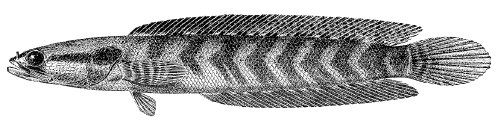
Afrikanischer Schlangenkopffisch (Parachanna africana)

- Afrikanische Schlangenkopffische (Parachanna)Afrikanischer Schlangenkopffisch (Parachanna africana)
  - Afrikanischer Schlangenkopffisch (Parachanna africana (Steindachner, 1879))
  - Parachanna insignis (Sauvage, 1884)
  - Dunkelbäuchiger Schlangenkopffisch (Parachanna obscura (Günther, 1861))

Die zwei Arten der Gattung Aenigmachanna wurden bei ihrer Erstbeschreibung im Jahr 2019 den Schlangenkopffischen zugeordnet, im September 2020 aber in die eigenständige Familie Aenigmachannidae gestellt. Die kleinen, äußerlich den Schlangenkopffischen ähnelnden Fische stammen aus unterirdischen Gewässern der südindischen Westghats. Genauere Untersuchungen ihrer Morphologie ergaben das sie sich von den Schlangenkopffischen doch recht stark unterscheiden. Die evolutive Trennung der Aenigmachannidae von den Channidae erfolgte schon vor 34 oder 109 Millionen Jahren. Beide Familien sind aber Schwestergruppen und werden in die gemeinsame Unterordnung Channoidei eingeordnet.

## Fossilüberlieferung
Neben den rezenten Gattungen wurden zwei ausgestorbene Gattungen beschrieben, Anchichanna und Eochanna. Die Fossilien beider Gattungen stammen aus dem Eozän und wurden in Pakistan gefunden. Anchichanna ist durch verschiedene Schädelknochen bekannt, Eochanna lediglich durch einen einzelnen Unterkieferknochen (Anguloarticulare). Da das Anguloarticulare möglicherweise nicht für eine Diagnose der Gattung ausreicht, muss Eochanna möglicherweise als Nomen dubium eingestuft werden.

## Nutzung
In Indien werden Schlangenkopffische auch zu einer zweifelhaften Therapie gegen Asthma als Speisefisch eingesetzt. Die indische Regierung unterstützt die jährliche Zeremonie der Familie Bathini Goud in Hyderabad, an der rund 5000 Menschen teilnehmen, mit Sonderzügen.
Die seit 2004 im Potomac in den Mittelatlantikstaaten sowie Neuengland nachgewiesene Art des nördlichen Schlangenkopfes oder Argus-Schlangenkopffisches (Channa argus) wird als Speisefisch genutzt. Das Neozoon soll, neben anderer Maßnahmen, so im Bestand reguliert werden.